# Myricaceae
Myricaceae Rich. ex Kunth, 1817 è una famiglia di angiosperme eudicotiledoni appartenenti all'ordine Fagales.
Questa famiglia comprende tre generi, per un totale di una cinquantina di specie. 
Le specie di questa famiglia sono presenti in quasi tutto il mondo ad eccezione dell'Australia.

## Descrizione
Le Myricaceae sono piante legnose ad albero o a cespuglio, con portamento solitamente a forma di scudo. 
Sono piante sempreverdi o caducifoglie. Sono aromatiche e spesso contengono resina. Sono monoiche o dioiche.
Le radici hanno noduli fissatori dell'azoto.
Le foglie sono alternate, sempreverdi o decidue. Sono disposte a spirale e sono suddivise in picciolo e lamina fogliare. Le lamine fogliari sono per lo più semplici e intere o raramente irregolarmente seghettate a lobi (pennatifide); solo il genere monotipico Comptonia presenta lamine fogliari molto arcuate. Le stipole sono generalmente assenti.
L'infiorescenza è a spighe panicolate, ascellari, con piccoli fiori unisessuali, privi di perianzio, solitari nell'ascella di una brattea, con o senza bratteole.
I fiori maschili hanno da 2 a 30 stami, filamenti molto corti, liberi o uniti, antere a due teche e con deiscenza longitudinale, pistilodio generalmente assente.
I fiori femminili hanno un pistillo solitario e l'ovario con un solo loculo e con un solo ovulo; lo stilo è corto con 2-3 rami e 2-3 stigmi. 
L'impollinazione è anemogama.
Il frutto è una drupa con endocarpo duro ed esocarpo spesso, che produce cera.
I semi quasi non contengono endosperma e l'embrione ha due cotiledoni molto carnosi, piano-convessi.

## Distribuzione e habitat
Questa famiglia è una famiglia subcosmopolita, distribuita nelle zone temperate, subtropicali e, nelle tropicali, principalmente nelle aree montagnose.
La cera dei frutti è impiegata nella fabbricazione di candele.

## Ecologia

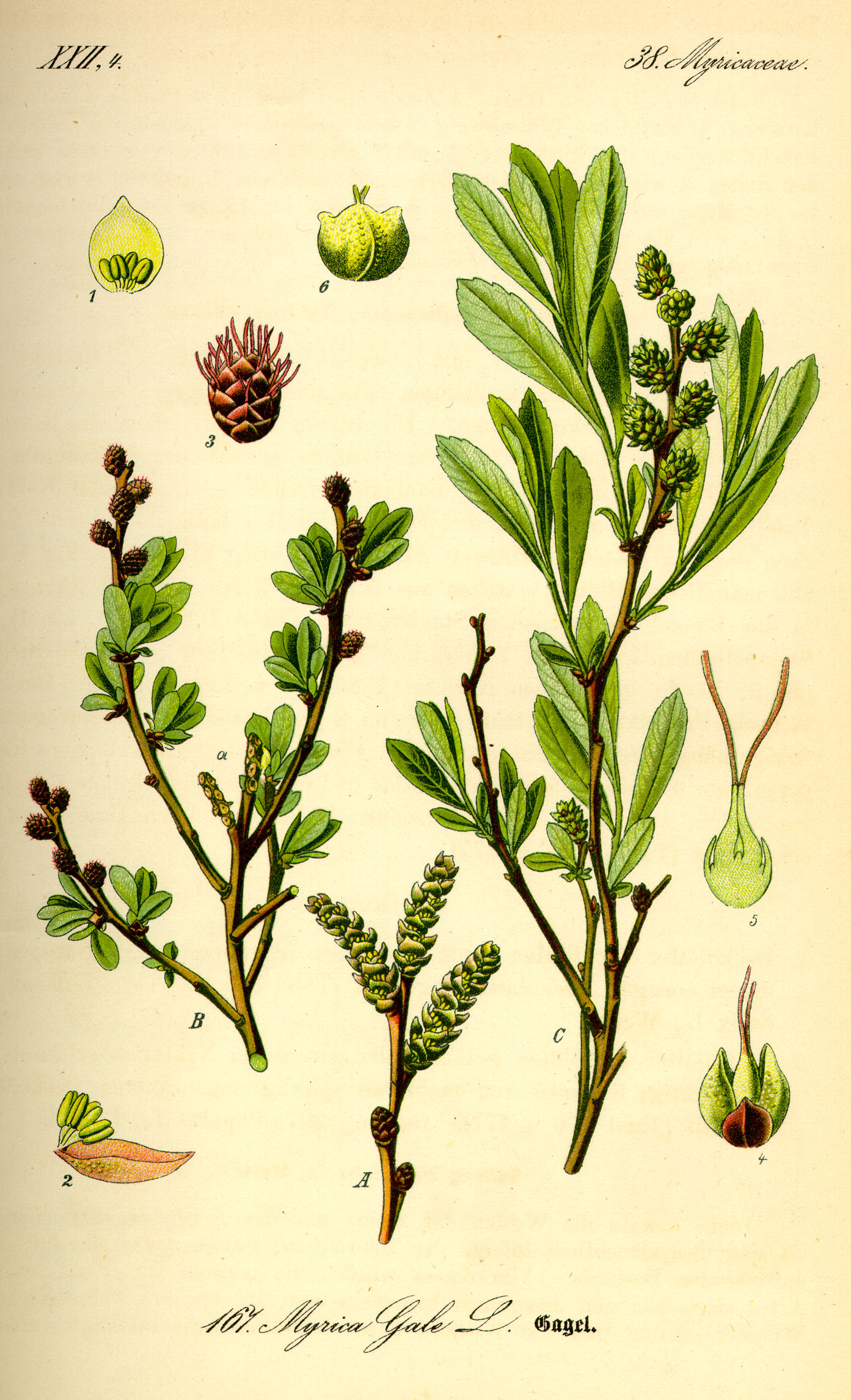
Myrica gale, Illustrazione: piante e fiori maschili e femminili.

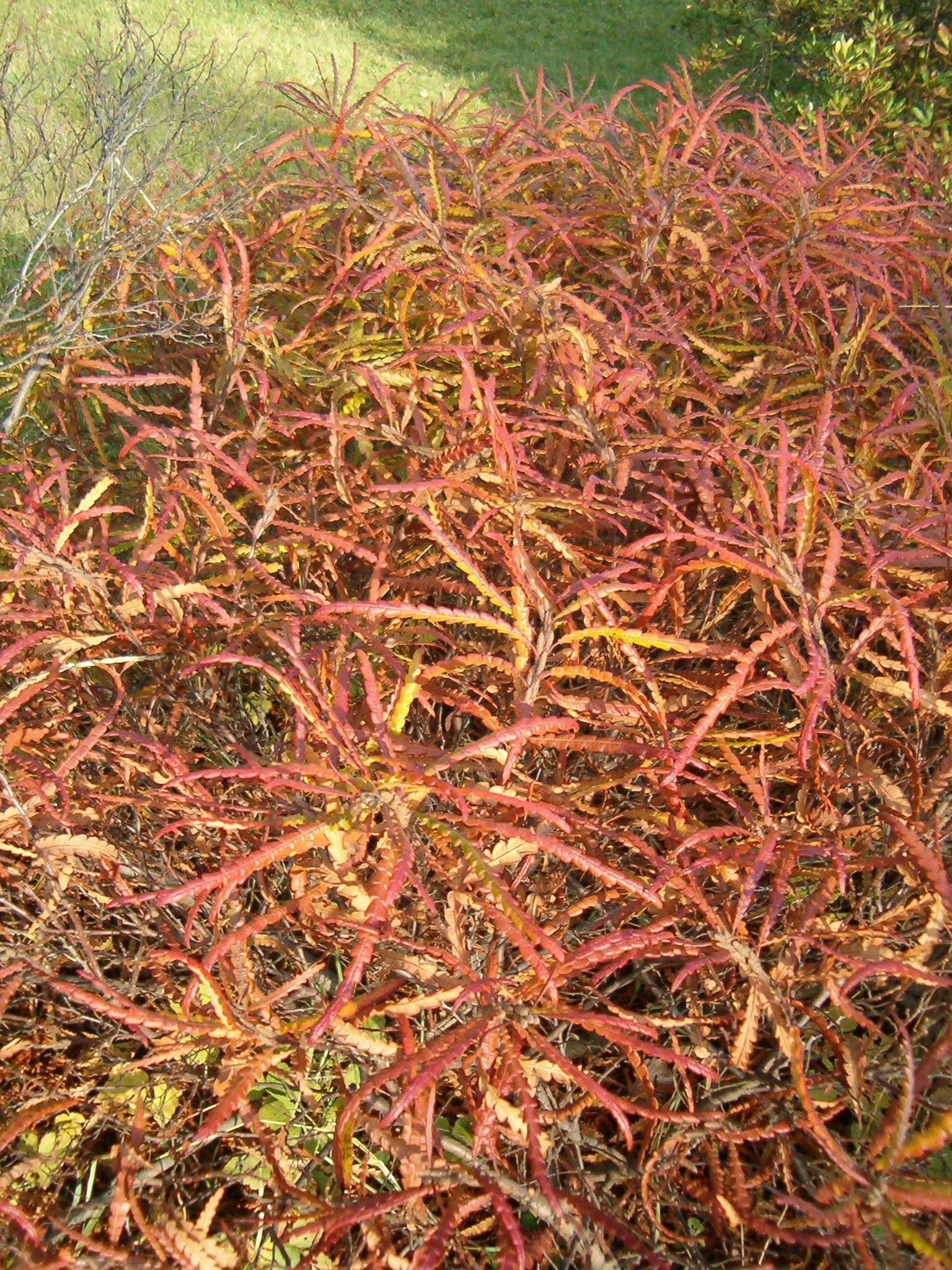
Comptonia peregrina: aspetto in autunno, con foglie molto arcuate.

Esiste una simbiosi radicale con batteri azoto-fissatori del genere Frankia.

## Tassonomia
Nel 1817, la famiglia Myricaceae fu descritta da Louis Claude Marie Richard nell'opera di Karl Sigismund Kunth Nova Genera et Species Plantarum. 
Il genere tipo è Myrica. Nel sistema Cronquist, questa famiglia era classificata in un ordine a sé, Myricales Engler, 1897, mentre la classificazione APG oggi inserisce questa famiglia in Fagales.
Un sinonimo per Myricaceae Rich. ex Kunth è Galeaceae Bubani.
Le specie che erano state spostate al genere Morella sulla base della struttura dei frutti e dell'amento ora sono nuovamente classificate all'interno del genere Myrica. Alla famiglia Myricaceae sono quindi assegnati tre generi:
- Canacomyrica Guillaumin: include la seguente unica specie:[8]
  - Canacomyrica monticola Guillaumin: questo piccolo albero è endemico della Nuova Caledonia,  nella zona meridionale della Grande Terre, ove cresce solo su rocce ignee ultrafemiche.
- Comptonia L'Hér. ex Aiton: include la seguente unica specie:[9]
  - Comptonia peregrina (L.) J.M.Coult. (America Settentrionale)
- Myrica L.